# Stüblerbach (Feistritzbach)
Der Stüblerbach ist der rechte Quellfluss des Feistritzbaches bei Kleinfeistritz in der Steiermark.

## Verlauf
Der Stüblerbach entspringt knapp unterhalb des Schwarzkogels 1694 m ü. A. und fließt nach Norden ab, wo er auf seinem Weg zahlreiche kleine Zubringer aufnimmt, von denen der von rechts kommende Zapflgraben und der links einfließende Stadlmoarbach die bedeutendsten sind. In Kleinfeistritz fließt der Stüblerbach unmittelbar nordöstlich am Ort vorüber. Über sein Tal kann von Kleinfeistritz auch die Gaberl Straße erreicht werden.
Etwa 500 Meter nordwestlich von Kleinfeistritz vereinigt sich der Stüblerbach mit dem von links zufließenden Kothbach und wird nun als Feistritzbach bezeichnet.